# Malus
Malus é um gênero de árvores dentre as quais se destaca a macieira (Malus domestica).

## Espécies
- Malus angustifolia
- Malus asiatica
- Malus baccata
- Malus bracteata
- Malus brevipes
- Malus coronaria
- Malus domestica
- Malus florentina
- Malus floribunda
- Malus formosana

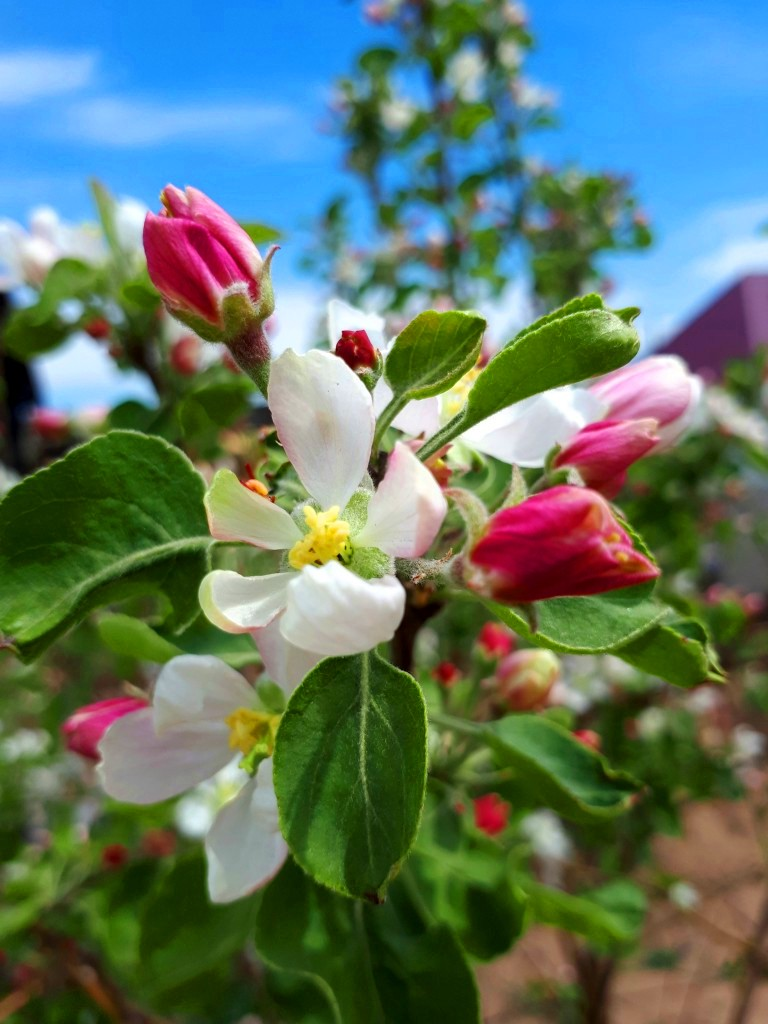
Flor de maçã. Sibéria Oriental

- Malus fusca (Pouco Preocupante - LC)
- Malus glabrata
- Malus glaucescens
- Malus halliana
- Malus honanensis
- Malus hopa
- Malus hupehensis (Pouco Preocupante - LC)
- Malus ioensis
- Malus kansuensis
- Malus komarovii (Em Perigo - EN)
- Malus lancifolia
- Malus × micromalus
- Malus niedzwetzkyana (Em Perigo - EN)
- Malus prattii
- Malus prunifolia
- Malus pumila
- Malus rockii
- Malus sargentii
- Malus sieboldii
- Malus sieversii (Vulnerável -VU)
- Malus sikkimensis
- Malus spectabilis
- Malus sublobata
- Malus sylvestris
- Malus toringoides
- Malus transitoria
- Malus trilobata
- Malus tschonoskii
- Malus yunnanensis
- Quarteto Malus